# Kernstück

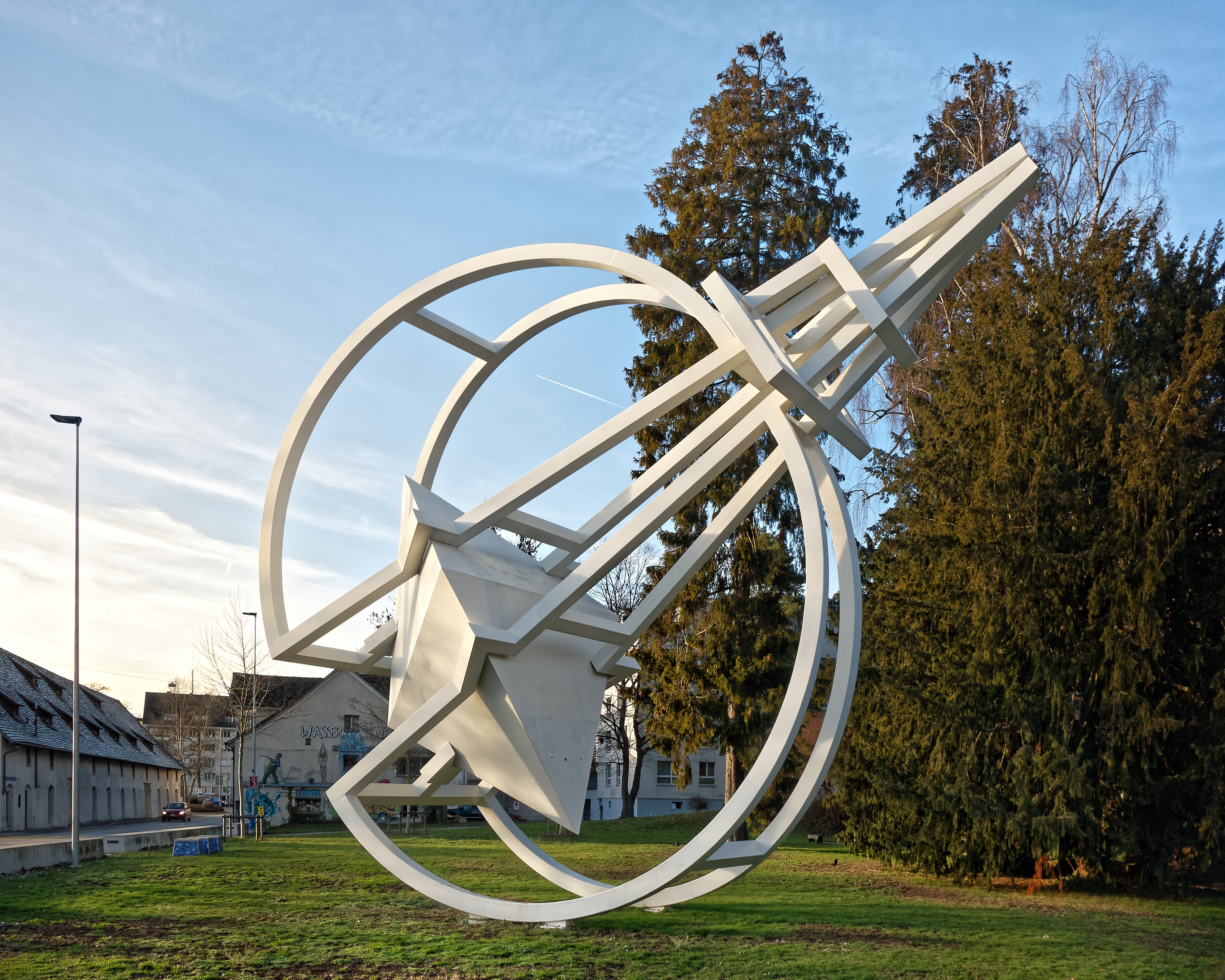
Kernstück von René Moser in Schaffhausen

Kernstück ist eine weiss lackierte Stahlplastik von René Moser in Schaffhausen. Sie wurde 1995 anlässlich des 75-jährigen Jubiläums der Industrievereinigung Schaffhausen auf der Schauweckerwiese aufgestellt.

## Beschreibung
Die aus Vierkantstahl gefertigte Plastik ist rund elf Meter hoch und vier Meter breit. Ein aufrecht stehendes Rad aus zwei Ringen wird schräg von einer schmalen, quadratischen Pyramide durchstossen. In die untere Hälfte der Pyramide ist ein doppeltes Tetraeder eingelassen. 
Das Werk soll das «Aufwärtsstreben wirtschaftlicher Aktivitäten» darstellen. Es wurde von Lernenden des Auftraggebers gefertigt.